# Cause di estinzione della pena
Le cause di estinzione della pena, nel diritto penale italiano, sono fatti giuridici che determinano l'inapplicabilità di una pena o la sopravvenuta inefficacia di una pena già inflitta. Il reato è completo in tutti i suoi elementi (fatto tipico, assenza di scriminanti, presenza della colpevolezza); tuttavia, al ricorrere di determinati presupposti previsti dalla legge, la pena non può essere irrogata o, se già disposta, perde efficacia.
Secondo la disciplina prevista dal codice penale, sono cause di estinzione della pena:
- la morte del reo dopo la condanna (art. 171 c.p.);
- l'estinzione della pena per decorso del tempo (artt. 172 e 173 c.p.);
- l'indulto (art. 174 c.p.);
- la grazia; (art. 174 c.p.)
- la non menzione della condanna nel casellario giudiziale (art. 175 c.p.);
- la liberazione condizionale (art. 176 c.p.);
- la riabilitazione (art. 178 c.p.).

Le cause di estinzione della pena devono essere tenute distinte dalle cause di estinzione del reato (legate ad una rinuncia dello Stato all'esercizio della sua potestà punitiva, pur dinanzi al verificarsi di un reato) e dalle cause di non punibilità (che incidono sulla configurabilità stessa del reato, e cioè sul fatto di reato, sulle scriminanti o sulla responsabilità colpevole). 